# Подареш
Подареш (мкд. Подареш) је насеље у Северној Македонији, у југоисточном делу државе. Подареш је насеље у оквиру општине Радовиште. У раздобљу 1994-2004. насеље је било седиште истоимене општине.

## Географија
Подареш је смештен у југоисточном делу Северне Македоније. Од најближег града, Радовишта, насеље је удаљено 10 km јужно.
Насеље Подареш се налази у историјској области Струмица. Насеље је у средишњем делу Радовишког поља, које чини Стара река. Северно од села уздиже се планина Плачковица. Надморска висина насеља је приближно 350 метара. 
Месна клима је блажи облик континенталне због близине Егејског мора (жарка лета).

## Становништво
Подареш је према последњем попису из 2002. године имао 1.527 становника.
Већинско становништво у насељу су етнички Македонци. До почетка 20. века трећину становништва чинили су Турци, који су се спонтано иселили у матицу.
Претежна вероисповест месног становништва је православље.